# محطة القويرة للطاقة الشمسية
محطة القويرة للطاقة الشمسية هي محطة طاقة شمسية بقدرة تبلغ 103 ميجاوات في منطقة القويرة في الأردن. عندما تم بناءها عام 2018، كان أكبر محطة للطاقة الشمسية في المنطقة. تم افتتاحه في 26 أبريل 2018، كجزء من خطة الأردن طويلة الأمد لتنويع مصادر الطاقة.

## القدرة الانتاجية
تضمن المشروع تركيب 328320 لوح ضوئي  بإنتاج 227 جيجا وات/سا على فترة 20 عام  ما يكفي لإضاءة حوالي 50000 وحدة سكنية عبر توفير مفاتيح كهربائية، ونظام كبلات الإشارة، والجهد المتوسط والمحولات، وجميع الأساسيات لربطها بالشبكة الوطنية، إلى جانب أعمال البناء المدني والطرق وأنظمة السلامة.